# Мартинюк Анатолій Андрійович
Мартинюк Анатолій Андрійович (6 березня 1941, с. Ганжалівка Черкаської області) — вчений в галузі механіки та прикладної математики, академік Національної академії наук України (2009), лауреат Державної премії України в галузі науки і техніки (2010).

## Біографія
Народився в 1941 р. у с. Ганжалівка на Черкащині в родині залізничника. Здобув вищу освіту на фізико-математичному факультеті Черкаського державного педагогічного інституту. Після цього рік працював учителем фізики і математики в середній школі на Поліссі. У 1964 р. вступив до аспірантури Інституту механіки АН УРСР.
Великий вплив на формування майбутнього вченого-механіка справив його науковий керівник професор О. М. Голубенцев. У 1967 р. Анатолій Андрійович захистив кандидатську, а в 1973 р. — докторську дисертації. Після цього був співробітником Інституту математики, Науково-організаційного відділу Президії АН УРСР, Відділення математики, механіки і кібернетики АН УРСР. У 1978 р. А. А. Мартинюк організував в Інституті механіки АН УРСР відділ стійкості процесів, який очолює і нині. У 1988 р. вченого було обрано членом-кореспондентом, а в 2009 р. — академіком НАН України.

## Наукова діяльність
Упродовж 1978–2000 рр. учений розробив нові варіанти некласичних теорій стійкості руху систем зі скінченним числом ступенів вільності й післядією (теорія технічної та практичної стійкості руху). При цьому конструктивного розвитку набули прямий метод Ляпунова, способи побудови наближених розв'язків нелінійних систем. У 1981 р. за цикл праць з нелінійної механіки Анатолія Андрійовича нагороджено премією ім. М. М. Крилова АН УРСР. Для аналізу стійкості руху великомасштабних систем зі скінченним числом ступенів вільності та структурними збуреннями вчений розробив нові ефективні алгоритми на основі векторних функцій Ляпунова. Загальну теорію стійкості великомасштабних систем зі структурними збуреннями опрацьовано для систем звичайних диференціальних рівнянь, дискретних систем, систем з імпульсними збуреннями, сингулярних за Тихоновим систем.
Класичні результати М. М. Боголюбова про усереднення на скінченному і необмеженому інтервалі часу, деякі узагальнення принципу порівняння Камке-Важевського дали А. А. Мартинюкові змогу створити нові способи аналізу стійкості розв'язків систем рівнянь, що містять малий параметр. Він відкрив двоіндексну систему функцій як середовище, придатне для побудови функцій Ляпунова, завдяки чому вдалось розробити істотне узагальнення прямого методу Ляпунова для дослідження стійкості руху на основі матрично-значної функції.
Здобутки Анатолія Андрійовича застосовують у галузі динаміки колісних транспортних машин, для аналізу стійкості великомасштабних енергосистем, оцінювання амплітуд поздовжніх коливань корпусів ракет, під час синтезу систем автоматичного керування, досліджень моделей реплікаторної динаміки.
Під керівництвом ученого захищено 3 докторські і 23 кандидатські дисертації. Він — автор і співавтор 400 статей, 25 монографій.
Поряд з інтенсивною науковою діяльністю А. А. Мартинюк проводить значну науково-організаційну роботу, багато уваги приділяє видавничим справам. Зокрема, за його ініціативою в 1982 р. підготовлено до друку «Лекции по теоретической механике» О. М. Ляпунова. Анатолій Андрійович належить до редколегій кількох часописів: «Прикладная механика», «Нелинейные колебания», «Электронное моделирование», «Journal of Applied Mathematics and Stochastic Analysis» (США), «Differential Equations and Dynamical Systems» (Індія). Від 1999 року А. А. Мартинюк перебуває на посаді заступника голови Національного комітету України з теоретичної та прикладної механіки.